# Carocryptus laticephalus
Carocryptus laticephalus är en kräftdjursart som beskrevs av Schultz 1977. Carocryptus laticephalus ingår i släktet Carocryptus, ordningen gråsuggor och tånglöss, klassen storkräftor, fylumet leddjur och riket djur.
Artens utbredningsområde är Södra Ishavet. Inga underarter finns listade i Catalogue of Life.